# Traktaten om ikke-spredning af kernevåben
 Denne artikel bør gennemlæses af en person med fagkendskab for at sikre den faglige korrekthed.

Traktaten om ikke-spredning af kernevåben er en traktat, hvis formål er at hindre spredning af atomvåben og atomvåbenteknologi samt at opnå nedrustning af atomvåben. 
Traktaten blev åbnet for staternes underskrift i 1968. Traktaten trådte i kraft den 5. marts 1970, da 40 lande, herunder Danmark, havde ratificeret den. Traktaten løb oprindelig i 25 år, men i 1995 blev den forlænget for al fremtid. Hvert femte år skal traktaten evalueres.
Ved oprettelsen af traktaten havde fem lande atomvåben, nemlig USA, Sovjetunionen, Kina, Storbritannien og Frankrig; de fem lande udgjorde de permanente medlemmer af FN's sikkerhedsråd. I henhold til traktaten forpligtede de lande, der ikke har atomvåben sig til ikke at anskaffe dem. De eksisterende atommagterne forpligter sig til ikke at levere atomvåben til andre lande, og alle lande forpligter sig til forhandlinger med henblik på nedrustning.
Traktaten er tiltrådt af 191 nationer. 
Otte lande i verden oplyser officielt at have atomvåben. Udover de permanente medlemmer af sikkerhedsrådet besidder Indien og Pakistan atomvåben, men har ikke tiltrådt traktaten. Nordkorea tiltrådte aftalen 12. december 1985, men opsagde den igen 10. januar 2003 med virkning fra 10. april samme år efter beskyldning fra USA om, at landet var påbegyndt produktion af beriget uran. Derudover har Israel ikke tiltrådt traktaten. Landet formodes at besidde atomvåben, men afviser officielt at be- eller afkræfte dette.
Fra evalueringsdebatten i FN i maj måned 2005 kan nævnes at:

- Der er to lande, USA og Rusland hvor præsidenten på 15 min ud fra egen beslutning kan sende 2000 raketter af sted. [kilde mangler]
- De lande der ikke har atomvåben vil gerne have garantier for at lande med atomvåben ikke bruger disse mod dem.
- Der er lande med atomvåben som ikke vil give garantier for ikke at bruge atomvåben mod lande uden atomvåben.
- At der er fire lande der står udenfor aftalen vanskeliggør muligheder for at indgå aftaler mellem de tilbageværende lande.

Traktatens gennemslagskraft svækkes af at fire lande, der enten har atomvåben eller hævdes at have det, står udenfor. Det er desuden et problem for traktatens nedrustningsmål, at de to største atomvåbenmagter stort set ikke har nedrustet siden den kolde krigs afslutning. Under de første 2 START (Strategic Arms Reduction Talks) forhandlinger blev alt nøje nedfældet på papir. Ved START I og II fra 1991 og 1993 fyldte aftalerne hundreder af sider. Hvorimod START III fra 2002 ikke var en reel nedrustning.